# Facundo Cabral
Facundo Cabral (ur. 22 maja 1937 w La Placie, zm. 9 lipca 2011 w Gwatemali) – argentyński piosenkarz, autor piosenek i filozof określający się jako anarchista. Cabral popularność zyskał za sprawą utworu No Soy De Aqui, Ni Soy De Alla, w latach późniejszych wielokrotnie interpretowanego w tym przez Julio Iglesiasa.
Facundo Cabral został zastrzelony w sobotę 9 lipca 2011 roku w stolicy Gwatemali. Miał 74 lata. W następstwie śmierci wokalisty prezydent Gwatemali – Álvaro Colom zarządził trzydniową żałobę narodową.

## Dyskografia
- Secreto (1993, WEA Latina)
- Ferrrocabral (1993, Philips)
- Entre Dios Y El Diablo (1994, Philips)
- Canta Al Pueblo, Vol. 2 (1997, Orfeon)
- En Vivo (2003, ANS)